# Szalwa Gadabadze
Szalwa Gadabadze (gruz. შალვა გადაბაძე, azer. Şalva Qadabadze; ur. 30 maja 1984 w Tbilisi) – zapaśnik pochodzenia gruzińskiego, od 2007 roku reprezentujący Azerbejdżan. Rywalizuje w stylu klasycznym w kategorii do 96 kg (do 2011 roku − 84 kg). Brązowy medalista mistrzostw świata, trzykrotny brązowy medalista mistrzostw Europy.

## Sportowa kariera
W młodości reprezentował ojczystą Gruzję. W 2002 roku zdobył złoty medal mistrzostw świata juniorów, a trzy lata później zwyciężył w kategorii 84 kg na uniwersjadzie w Izmirze. Z powodu silnej konkurencji wewnątrz gruzińskiej reprezentacji, nie mając szans na powołanie do kadry na igrzyska olimpijskie, w 2007 roku przyjął ofertę startów dla Azerbejdżanu. W barwach tego państwa zadebiutować miał podczas mistrzostw świata w Baku, jednak z powodów proceduralnych nie otrzymał na czas licencji FILA.
W 2008 roku, już jako pełnoprawny reprezentant Azerbejdżanu, zakwalifikował się na igrzyska w Pekinie. W olimpijskim turnieju do 84 kg zajął ostatecznie 8. miejsce, odpadając w ćwierćfinale, po porażce z Węgrem Zoltánen Fodorem.
Rok później zdobył swój pierwszy medal mistrzostw Europy, zajmując na turnieju w Wilnie 3. miejsce. Po nieudanych dla siebie mistrzostwach świata w 2010 roku, z których odpadł już po pierwszej walce, podjął decyzję o przejściu do kategorii ciężkiej − do 96 kg. W wadze tej zdobył dwa kolejne brązowe medale mistrzostw kontynentu (w 2011 i 2012 roku). Na igrzyskach w Londynie 2012 zajął dziesiąte miejsce w kategorii 96 kg. W 2013 roku zdobył w Budapeszcie brązowy medal mistrzostw świata.
Pierwszy w Pucharze Świata 2012; trzeci w 2011 i 2013, a dziewiąty w 2009 roku.